# Arthromelodes cylindricus
Arthromelodes cylindricus (лат.) — вид жуков-ощупников (Pselaphinae) из семейства стафилиниды. Эндемик Тибета.

## Распространение
Китай, Тибет, Тибетский автономный район, Nyingchi City, Shejila, nr. Sheji’ema, 29°36’50”N, 95°41’34”E, на высоте 4300—4340 м.

## Описание
Мелкие коротконадкрылые жуки. Длина тела около 2,6 мм. Основная окраска красновато-коричневая. Основные отличия от близких видов: голова усечённая в основании; тело имеет целом цилиндрический габитус; темя с поперечной бороздкой между усиковыми бугорками и длинным медиобазальным килем, вершинные ямки умеренно крупные и асетозные; антенна длинная, антенномеры каждый слегка удлиненный, без изменений. Дискальная полоса надкрылий простирается примерно до 1/4 длины надкрылий. Передние ноги простые, мезотрохантер с небольшим пучком волосков на вентральном крае, средние голени с отчетливой вершинной шпорой, заднее бедро с дорсальным волосковым пятном на вершине. Брюшко с крупным тергитом 1 (IV) длиннее тергитов 2—4 (V—VII) вместе взятых; тергит 1 (IV) с глубокой центральной полостью. Эдеагус сильно асимметричен, срединная доля выступает апикально, вентральный стебелек в дорсальном виде широкий, дорсальная доля латерально сильно изогнута посередине, парамеры редуцированы и образуют единую полусклеротизованную структуру..

## Систематика и этимология
Вид был впервые описан в 2022 году китайским энтомологом Zi-Wei Yin (Shanghai Normal University, Шанхай, Китай). Таксон Arthromelodes cylindricus легко отделить от всех известных сородичей по относительно крупным размерам тела и в целом цилиндрическому габитусу в сочетании с уникальной сенсорной нашивкой на заднем бедре самца и строением брюшных модификаций. Видовой эпитет «cylindricus (- a, — um)» - латинское прилагательное (древнегреческого происхождения), обозначающее цилиндрический габитус этого вида.